# کارل شولتس
کارل شولتس (آلمانی: Karl Schultz؛ زادهٔ ۶ نوامبر ۱۹۳۷) سوارکار اهل آلمان است.